# Z6801/6802次列车
Z6801/6802次列车是中国铁路运行于青海省会西宁至西藏首府拉萨之间的一对直达特快列车，自2006年7月1日起隔日开行，为青藏铁路建成通车后首个贯通全程的定期班次，现由青藏铁路公司西宁客运段宁藏车队负责客运任务。列车使用25T高原型客车和BSP25T高原型客车，沿青藏铁路运行，跨越青海、西藏两省区，全程1960公里。其中西宁站至拉萨站运行21小时30分，使用车次为Z6801次；拉萨站至西宁站运行21小时29分，使用车次为Z6802次。自开行以来，列车及班组曾先后获得全国“工人先锋号”，全国“五一劳动奖状”，全国“职业道德标兵单位”等荣誉称号。

## 历史
2006年，历时5年建设的世界上海拔最高、线路最长的高原铁路——青藏铁路全线贯通，比原计划提前1年，西藏自治区正式结束不通火车的历史。中国铁道部在初期共开行3对旅客列车，分别是北京西至拉萨的T27/28次列车，成都（重庆）至拉萨的T22/23、T24/21次列车和T222/223、T224/221次列车，以及西宁（兰州）至拉萨的N917/918次列车和K917/918次列车。其中N917/918次列车为隔日开行，经由青藏线运行，沿途在哈尔盖、柯柯、德令哈、格尔木、沱沱河、安多、那曲、当雄9个站办理客运业务。2006年7月1日，由西宁火车站发往拉萨的N917次列车于当日20时07分正点开出，成为从西宁始发的首趟进藏列车，以及首列贯通青藏铁路全程的列车。
2009年4月1日，在中国铁路重新调整运行图后，N字头车次被取消，跨局和管内快速列车均使用K字头车次。其中西宁至拉萨的N917/8次普通列车，亦改为K9801/9802次快速列车。自2011年3月9日24时、3月10日0时起，因西宁站需要进行拆除改造工程，所有西宁站始发、经停、终到的旅客列车全部改在西宁西站办理客运业务，因此K9801/9802次快速列车亦改在西宁西站始发及终到。

## 列车编组
Z6801/6802次列车自开行起便与西宁－拉萨的Z917/918次列车共同使用配属青藏铁路公司西宁车辆段的5组25T高原型客车和BSP25T高原型客车，采取16节编组，其中硬卧车8辆、硬座车3辆、软卧车2辆、行李车、餐车及空调发电车各1辆，可容纳772名旅客。列车的软卧车和餐车都装有液晶电视。车厢内设有旅客信息系统，电子屏幕分别用汉文、藏文、英文三种文字滚动播出列车运行速度、海拔高度、车内外温度、湿度等信息。在乘客感觉缺氧时，列车可随时提供氧气。乘务工作由青藏铁路公司西宁客运段拉萨车队担当。由于从西宁到拉萨的路途中，平均海拔在4000米以上的地段占到全里程的一半，大部分地区的常年平均气温在零度左右，而含氧量只有内地的50%，因此车队全体职工在岗前均须接受为期4个月严格系统的职业道德、职业责任、职业技能等方面的培训。列车的车底套用具体执行为：西宁西开Z6801次至拉萨→拉萨开Z918次至兰州→兰州开Z917次至拉萨→拉萨开Z6802次至西宁西。
| 车厢编号 | 无                                         | 1            | 2-5          | 6-7          | 8          | 9-11         | 12-15        |
| 车型     | KD25T 空调发电车(只在格尔木至拉萨区间使用) | XL25T 行李车 | YW25T 硬卧车 | RW25T 软卧车 | CA25T 餐车 | YZ25T 硬座车 | YW25T 硬卧车 |

## 机车交路
Z6801/6802次列车从西宁至格尔木间使用西宁机务段的和谐1D型电力机车担当，由西宁机务段乘务员值乘；格尔木至拉萨间由青藏铁路公司格尔木机务段NJ2型柴油机车双机重联担当，格尔木机务段乘务员值乘。
| 车站区段               | 西宁 ↔ 格尔木                      | 格尔木 ↔ 拉萨                         |
| 本务机车 配属 司机更替 | 和谐1D型电力机车 青藏宁段 西宁司机 | NJ2型柴油机车双机 青藏格段 格尔木司机 |

## 时刻表

### 现行时刻
- 数据截至2023年7月1日。

| Z6801次 | Z6801次 | Z6801次 | Z6801次 | 停靠站 | Z6802次 | Z6802次 | Z6802次 | Z6802次 |
| 里程    | 天数    | 到点    | 开点    | 停靠站 | 到点    | 开点    | 天数    | 里程    |
| ------- | ------- | ------- | ------- | ------ | ------- | ------- | ------- | ------- |
| 228     | 当日    | —       | 14:01   | 西宁   | 06:43   | —       | 次日    | 1960    |
| 737     | 当日    | 18:03   | 18:09   | 德令哈 | 02:12   | 02:19   | 次日    | 1451    |
| 1046    | 当日    | 20:53   | 21:18   | 格尔木 | 23:20   | 23:45   | 当日    | 1142    |
| 1740    | 次日    | 05:46   | 05:50   | 安多   | 14:05   | 14:09   | 当日    | 448     |
| 1866    | 次日    | 07:25   | 07:31   | 那曲   | 12:37   | 12:43   | 当日    | 322     |
| 2024    | 次日    | 09:38   | 09:42   | 当雄   | 10:54   | 10:58   | 当日    | 164     |
| 2188    | 次日    | 11:20   | —       | 拉萨   | —       | 09:00   | 当日    | 0       |

### 历史时刻
| N917次 | N917次 | N917次 | 停靠站 | N918次 | N918次 | N918次 |
| 天数   | 到点   | 开点   | 停靠站 | 到点   | 开点   | 天数   |
| ------ | ------ | ------ | ------ | ------ | ------ | ------ |
| 当日   | —      | 20:28  | 西宁   | 11:44  | —      | 次日   |
| 次日   | 02:50  | 02:56  | 德令哈 | 04:51  | 04:57  | 次日   |
| 次日   | 07:13  | 07:33  | 格尔木 | 01:06  | 01:26  | 次日   |
| 次日   | 12:22  | 12:23  | 沱沱河 | 20:00  | 20:01  | 当日   |
| 次日   | 15:50  | 16:01  | 安多   | 16:46  | 16:48  | 当日   |
| 次日   | 17:33  | 17:39  | 那曲   | 14:54  | 15:00  | 当日   |
| 次日   | 19:27  | 19:29  | 当雄   | 13:11  | 13:13  | 当日   |
| 次日   | 21:50  | —      | 拉萨   | —      | 11:20  | 当日   |